# 尼泊尔鸢尾
尼泊尔鸢尾（学名：Iris decora）为鸢尾科鸢尾属的植物。分布于印度、不丹、尼泊尔以及中国大陆的云南、四川、西藏等地，生长于海拔1,500米至3,000米的地区，多生于高山带的荒山坡、草地、岩石缝隙及疏林下，目前尚未由人工引种栽培。

## 别名
小兰花（云南）